# Mike O’Brien (pływak)
Mike O’Brien, właśc. Michael Jon O’Brien (ur. 23 października 1965 w Skokie) – amerykański pływak specjalizujący się w stylu dowolnym, mistrz olimpijski (1984) i trzykrotny medalista igrzysk panamerykańskich.

## Kariera pływacka
W 1983 roku na igrzyskach panamerykańskich w Caracas wywalczył brąz na 400 m stylem zmiennym.
Rok później, podczas igrzysk olimpijskich w Los Angeles zdobył złoty medal na dystansie 1500 m stylem dowolnym, uzyskawszy czas 15:05,20. Na uniwersjadzie w japońskim Kobe w 1985 roku był w tej konkurencji drugi.
Podczas igrzysk panamerykańskich w Indianapolis zajął pierwsze miejsca na 200 m stylem grzbietowym i w sztafecie 4 × 200 m stylem dowolnym.